# Szilárd Németh
Szilárd Németh, född den 8 augusti 1977, är en slovakisk före detta fotbollsspelare.

## Karriär
Németh är mest känd för sina fyra år i Middlesbrough i Premier League. Han köptes efter att ha varit en pålitlig målskytt för flera slovakiska klubbar under ett flertal år, och mellan 2001 och 2005 fick han vara med om att göra 28 mål på 117 matcher i Premier League, inklusive vinsten i ligacupen 2004, vilket var klubbens första titel någonsin.. Németh var dock inte med i truppen i själva finalen. Efter sin tid i Middlesbrough spelade Németh för Strasbourg och Alemannia Aachen, där det inte blev några mer troféer.
På landslagsnivå spelade Németh 57 matcher och gjorde 22 mål för Slovakien. Dock fick han aldrig spela i ett stort mästerskap, då Slovakien inte nådde något sådant under hans tid i landslaget mellan 1996 och 2006.